# لوگان، نیوجرسی
لوگان (به انگلیسی: Logan Township) شهری در ایالت نیوجرسی کشور ایالات متحده آمریکا است که جمعیت آن در سرشماری سال ۲۰۱۰ میلادی، ۶٬۰۴۲ نفر بوده‌است.